# Brandon Boston Jr.

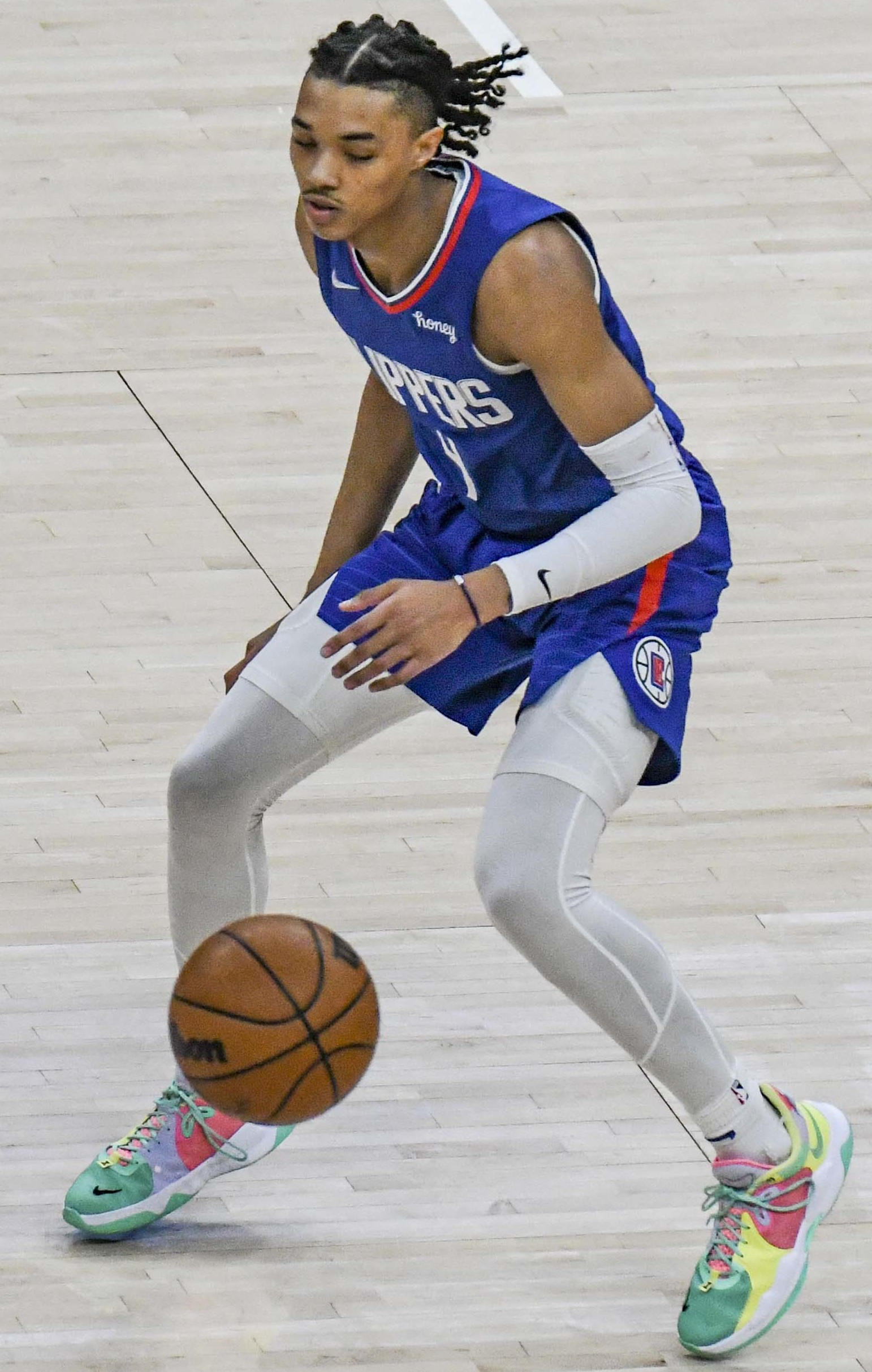
Brandon Boston Jr., 2022.

Brandon Elliot Boston Jr., född 28 november 2001 i Norcross i Georgia, är en amerikansk professionell basketspelare (SG/SF) som spelar för New Orleans Pelicans i National Basketball Association (NBA). Han har tidigare spelat för Los Angeles Clippers.
Boston draftades av Memphis Grizzlies i andra rundan i 2021 års draft som 51:a spelare totalt.
Innan han blev proffs studerade Boston vid University of Kentucky och spelade för deras idrottsförening Kentucky Wildcats.